# 結駟棋
結駟棋（Teeko）是John Scarne 在1937年推出的連棋類遊戲。

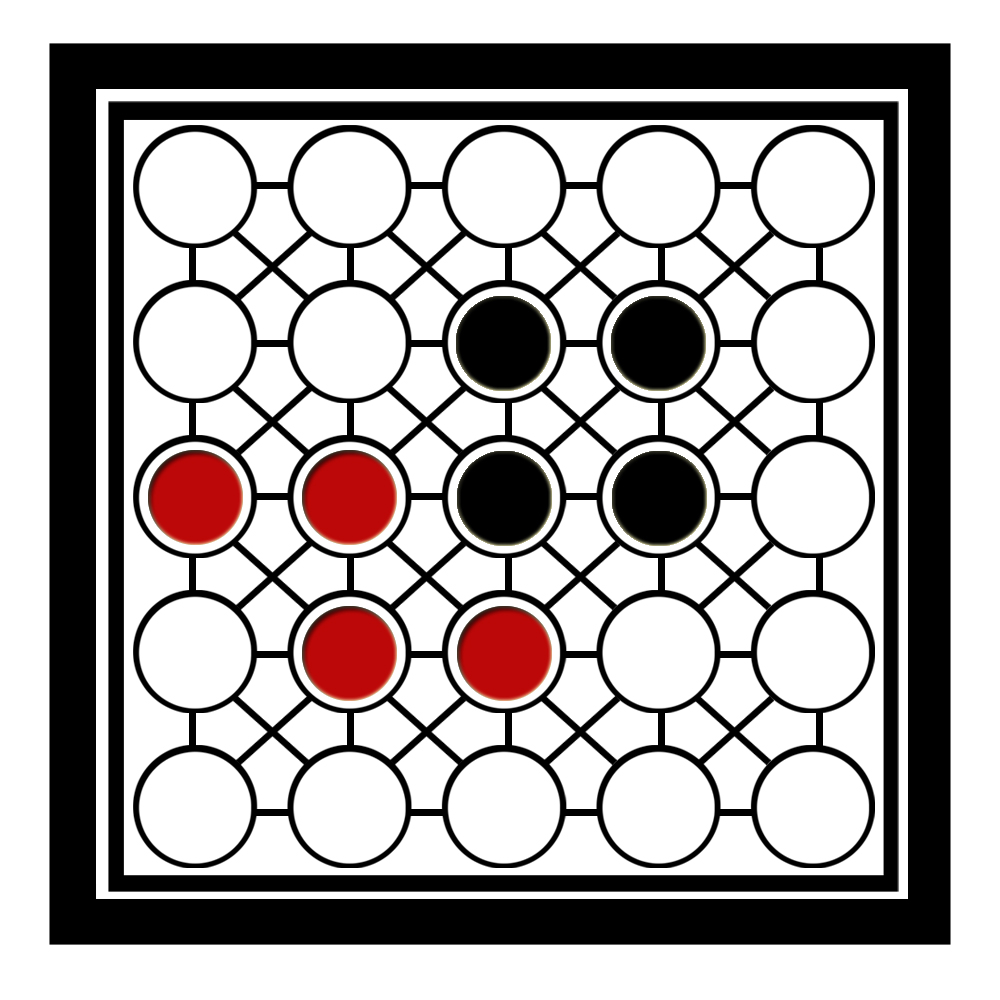
結駟棋（Teeko）

## 棋具

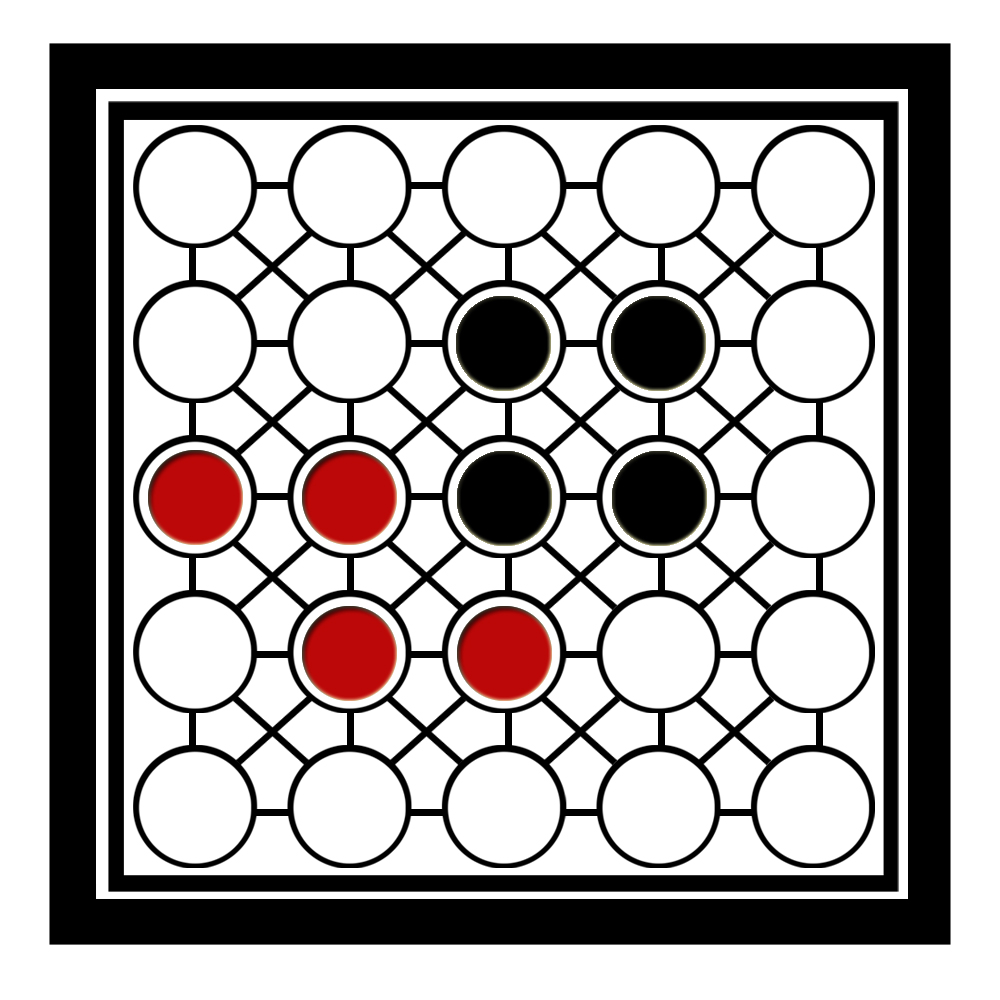
結駟棋

- 5*5方格棋盤，共二十五個棋位。
- 每方各四枚棋子，以顏色區分敵我。

## 規則
- 空秤開局。对弈过程分两步驟，先放子，直到手邊的棋子都放下为止，開始走子階段。
- 放子：将一己子放入棋盘任一空棋位。
- 走子：棋子沿八方走至空鄰棋位。
- 無論何階段，先以四枚己棋以縱、橫、斜方向一線為勝[1]。

## 外部連結
- 遊戲下載